# Communauté de communes de Sioulet Chavanon
Die  Communauté de communes de Sioulet Chavanon ist ein ehemaliger französischer Gemeindeverband mit der Rechtsform einer Communauté de communes im Département Puy-de-Dôme in der Region Auvergne-Rhône-Alpes. Sie wurde am 10. Dezember 1999 gegründet und umfasste zwölf Gemeinden. Der Verwaltungssitz befand sich im Ort Bourg-Lastic. Der Gemeindeverband ist nach den beiden Flüssen Sioulet und Chavanon benannt.

## Historische Entwicklung
Mit Wirkung vom 1. Januar 2017 fusionierte der Gemeindeverband mit  
- Communauté de communes Pontgibaud Sioule et Volcans und
- Communauté de communes de Haute Combraille

und bildete so die Nachfolgeorganisation Communauté de communes Chavanon Combrailles et Volcans.

## Ehemalige Mitgliedsgemeinden
1. Bourg-Lastic
2. Briffons
3. Herment
4. Lastic
5. Messeix
6. Prondines
7. Saint-Germain-près-Herment
8. Saint-Sulpice
9. Sauvagnat
10. Savennes
11. Tortebesse
12. Verneugheol